# Guldborgsundbrug
De Guldborgsundbrug (Deens: Guldborgsundbroen) of Guldborgbrug (Deens: Guldborgbroen) is een brug bij Guldborg in Denemarken. De brug verbindt sinds 6 oktober 1934 de eilanden Falster en Lolland met elkaar. 
Over de brug loopt de Sekundærrute 153. Deze weg loopt van Vordingborg op Funen naar Rødbyhavn op Lolland. De hoofdverkeersfunctie van de brug is vervangen door de in 1988 geopende Guldborgsundtunnel, waardoor de autosnelweg Sydmotorvejen loopt.